# Loupiac-de-la-Réole

Loupiac-de-la-Réole este o comună în departamentul Gironde din sud-vestul Franței. În 2009 avea o populație de 452 de locuitori.

## Evoluția populației
| An        | 1975 | 1982 | 1990 | 1999 | 2006 | 2009 |
| --------- | ---- | ---- | ---- | ---- | ---- | ---- |
| Populație | 293  | 280  | 319  | 333  | 430  | 452  |